# 塞瓦斯托波尔号战舰 (1895年)
塞瓦斯托波尔号(俄语：Севастополь) 是一艘隶属于俄罗斯帝国海军的前无畏舰，为三艘彼得罗巴甫洛夫斯克级中的最后一艘。这艘以克里米亚战争中的塞瓦斯托波尔围城战命名的战舰建成后服役于驻扎在旅顺口的俄罗斯太平洋舰队旅顺分舰队，是最早使用哈维渗碳钢和波波夫无线电台的俄国战舰之一。满载排水量11854长吨（12044吨），全长112.5米，装备两座双联12英寸（305毫米）主炮。于1892年5月开建，儒略历1895年6月1日下水，后完工于1899年，其海试一直持续到1900年结束。
塞瓦斯托波尔号参与了日俄战争，在二月上旬的旅顺口海战中受到轻伤，后来和港内其他战舰一道几度试图突破封锁，其中最引人注目的一次突围引发了黄海海战，在这场战役中被几发炮弹命中，造成1人死亡，62人受伤，最终与其他幸存舰只一道退回港口。旅顺口的俄军宣布投降后不久，塞瓦斯托波尔号为避免被日军俘获而自沉。日军进驻后并没有选择打捞这艘战舰，至今残骸仍存留在港口入口外侧的海底。
本舰舰名来自克里米亚战争中的塞瓦斯托波爾圍城戰。